# Daniel Pacheco Lobato
Daniel "Dani" Pacheco Lobato (5 de gener de 1991, Pizarra, Màlaga) és un futbolista andalús que juga de davanter, actualment al Màlaga CF de la Segona Divisió d'Espanya.

## Trajectòria
Es va formar al planter del FC Barcelona però va marxar al Liverpool FC l'estiu de 2007. Abans que marxés, Pacheco tenia gran reputació com a estrella emergent a La Masia. Degut a la seva habilitat per marcar gols des de qualsevol posició, els companys l'anomenaven l'assassí.
Pacheco va debutar amb el Liverpool Reserves el 5 de febrer de 2008 en un partit contra el Bolton Wanderers. Va marcar el primer gol del partit en el seu debut en rematar un rebuig del porter del Bolton, Ian Walker. L'abril de 2008, Pacheco va fer una passada de 50 iardes per assistir Krisztián Németh que va marcar l'únic gol del partit contra el Blackburn Rovers Reserves, que assegurava el títol de la Premier Reserve League North al seu equip. El 7 de maig de 2008, Pacheco, que va entrar com a suplent en la segona part, va aconseguir realitzar una passada magistral directa al seu company d'equip Lucas Leiva perquè marqués el tercer i últim gol en la victòria final de la lliga del Liverpool Reserves sobre l'Aston Vila Reserves a Anfield.
Va fer el seu debut amb el primer equip el 9 de desembre de 2009, entrant en la segona part per substituir Alberto Aquilani en la Lliga de Campions de la UEFA en un partit contra l'ACF Fiorentina. El seu debut en lliga va arribar tan sols dues setmanes després en el Boxing Day quan va reemplaçar Aquilani una vegada més en la victòria del Liverpool per 2 a 0 contra el Wolverhampton Wanderers FC.
Va formar part de la selecció espanyola sub-19 que va disputar el Campionat d'Europa de la UEFA Sub-19 de 2010 en què la selecció espanyola hi va quedar subcampiona. Daniel va rebre el guardó de màxim golejador i la selecció espanyola va quedar segona després de ser derrotada contra França en la final per 2-1.
El juliol de 2011 va ser cedit des del Liverpool a l'Atlètic de Madrid i aquest el va cedir al Rayo Vallecano de Madrid guardant-se una opció de compra.